# Brudzewice, Tỉnh West Pomeranian
Brudzewice [brud͡zɛˈvit͡sɛ], (tiếng Đức: Brüsewitz) là một ngôi làng thuộc khu hành chính của Gmina suchań, thuộc hạt Stargard, West Pomeranian Voivodeship, ở phía tây bắc Ba Lan. Nó nằm khoảng 7 kilômét (4 mi)  phía tây bắc của suchań, 15 km (9 mi) về phía đông của Stargard và 46 km (29 mi) về phía đông của thủ đô khu vực Szczecin.